# Sinophasma rugicollis
Sinophasma rugicollis är en insektsart som beskrevs av Chen, S.C. 1991. Sinophasma rugicollis ingår i släktet Sinophasma och familjen Diapheromeridae. Inga underarter finns listade i Catalogue of Life.